# Bucculatrix benacicolella
Bucculatrix benacicolella is een vlinder uit de familie ooglapmotten (Bucculatricidae). De wetenschappelijke naam is voor het eerst geldig gepubliceerd in 1937 door Hartig.
De soort komt voor in Europa.